# Taoyuan, Fujian
Taoyuan (kinesiska: 桃源) är en köping i sydöstra Kina. Den ligger i Datian härad i staden Sanming i provinsen Fujian, omkring 180 kilometer väster om provinshuvudstaden Fuzhou. Antalet invånare är 13 392. Befolkningen består av 6 303 kvinnor och 7 089 män. Barn under 15 år utgör 13,0 %, vuxna 15-64 år 77 %, och äldre över 65 år 9,0 %.